# IC 806
IC 806 ist eine Spiralgalaxie vom Hubble-Typ Sab im Sternbild Rabe am Südsternhimmel. Sie ist schätzungsweise 457 Millionen Lichtjahre von der Milchstraße entfernt und hat einen Durchmesser von etwa 100.000 Lichtjahren. Wahrscheinlich bildet sie mit IC 807 ein gravitativ gebundenes Galaxienpaar.
Entdeckt wurde das Objekt am 25. Mai 1892 vom französischen Astronomen Stéphane Javelle.